# Fabrizio Bucciarelli (calciatore)
Fabrizio Bucciarelli (Roma, 3 febbraio 1967) è un ex calciatore italiano, di ruolo difensore.

## Caratteristiche tecniche
Giocava nel ruolo di stopper.

## Carriera
Inizia a giocare nel Cynthia di Genzano, con cui colleziona 18 presenze nell'Interregionale 1986-1987. Nella stagione successiva sale di categoria passando al Campania Puteolana, dove colleziona 24 presenze in Serie C1.
Dal 1988 al 1995 gioca per sette stagioni nel Palermo, collezionando 143 presenze e 2 reti tra Serie C1 (95) e Serie B (48).
Lasciato il capoluogo siciliano gioca con Sassari Torres, Forlì, Battipagliese e Trapani fra terza e quarta serie.
Nel 2000-2001, ultima stagione della carriera, si trasferisce nel campionato australiano vestendo la maglia dell'Adelaide City, con cui colleziona 18 presenze.
Nel 2018 è vice allenatore all' Ostia Mare

## Palmarès
- Campionato italiano Serie C: 1

Palermo: 1992-1993
- Coppa Italia Serie C: 1

Palermo: 1992-1993